# Verein für Bewegungsspiele Stuttgart 1893 1973-1974
Questa voce raccoglie le informazioni riguardanti il Verein für Bewegungsspiele Stuttgart 1893 nelle competizioni ufficiali della stagione 1973-1974.

## Stagione
Nella stagione 1973-1974 il Stoccarda, allenato da Hermann Eppenhoff, concluse il campionato di Bundesliga al 9º posto. In Coppa di Germania il Stoccarda fu eliminato al primo turno dal Fortuna Colonia. In Coppa UEFA il Stoccarda fu eliminato in semifinale dal Feyenoord.

## Rosa
| N. |                     | Ruolo | Calciatore       |
| -- | ------------------- | ----- | ---------------- |
|    | Germania (bandiera) | P     | Gerhard Heinze   |
|    | Germania (bandiera) | P     | Helmut Roleder   |
|    | Germania (bandiera) | D     | Egon Coordes     |
|    | Germania (bandiera) | D     | Günther Eisele   |
|    | Germania (bandiera) | D     | Willi Entenmann  |
|    | Germania (bandiera) | D     | Arno Schäfer     |
|    | Germania (bandiera) | D     | Manfred Weidmann |
|    | Germania (bandiera) | D     | Reinhold Zech    |
|    | Germania (bandiera) | C     | Markus Elmer     |
|    | Austria (bandiera)  | C     | Buffy Ettmayer   |

| N. |                     | Ruolo | Calciatore           |
| -- | ------------------- | ----- | -------------------- |
|    | Germania (bandiera) | C     | Roland Mall          |
|    | Germania (bandiera) | C     | Bernd Martin         |
|    | Germania (bandiera) | C     | Eckehard Müller      |
|    | Germania (bandiera) | A     | Dieter Brenninger    |
|    | Germania (bandiera) | A     | Karl-Heinz Handschuh |
|    | Germania (bandiera) | A     | Klaus-Dieter Jank    |
|    | Germania (bandiera) | A     | Hermann Lindner      |
|    | Germania (bandiera) | A     | Hermann Ohlicher     |
|    | Germania (bandiera) | A     | Heinz Stickel        |

## Organigramma societario
Area tecnica
- Allenatore: Hermann Eppenhoff
- Allenatore in seconda:
- Preparatore dei portieri:
- Preparatori atletici:

## Calciomercato

### Sessione estiva
| Acquisti | Acquisti          | Acquisti             | Acquisti |
| R.       | Nome              | da                   | Modalità |
| -------- | ----------------- | -------------------- | -------- |
| C        | Bernd Martin      | Stoccarda (juniores) |          |
| D        | Arno Schäfer      | Stoccarda (juniores) |          |
| D        | Günther Eisele    | Karlsruhe            |          |
| A        | Klaus-Dieter Jank | Stoccarda II         |          |
| A        | Heinz Stickel     | Ludwigsburg          |          |

| Cessioni | Cessioni         | Cessioni            | Cessioni |
| R.       | Nome             | a                   | Modalità |
| -------- | ---------------- | ------------------- | -------- |
| A        | Wolfgang Frank   | AZ Alkmaar          |          |
| A        | Horst Haug       | Kickers Stoccarda   |          |
| C        | Herbert Höbusch  | Augusta             |          |
| C        | Horst Köppel     | Borussia M'gladbach |          |
| A        | Dieter Schwemmle | Twente              |          |

### Sessione invernale
| Acquisti | Acquisti | Acquisti | Acquisti |
| R.       | Nome     | da       | Modalità |
| -------- | -------- | -------- | -------- |

| Cessioni | Cessioni         | Cessioni     | Cessioni |
| R.       | Nome             | a            | Modalità |
| -------- | ---------------- | ------------ | -------- |
| D        | Norbert Siegmann | TeBe Berlino |          |

## Risultati

### Bundesliga

#### Girone di andata
| Arbitro: | Kollmann |

|                        |           |  |
| Ohlicher 25’, 37’, 62’ | Marcatori |  |

| Arbitro: | Eschweiler |

|             |           |              |
| Höttges 75’ | Marcatori | 72’ Ettmayer |

| Arbitro: | Burgers |

|                                                        |           |             |
| Coordes 51’ Ettmayer 57’ Ohlicher 69’ Stickel 75’, 86’ | Marcatori | 71’ Peitsch |

| Arbitro: | Hennig |

|                                           |           |                                           |
| Nickel 68’ Weidle 76’ Hölzenbein 82’, 84’ | Marcatori | 59’ Brenninger 61’ Entenmann 66’ Ettmayer |

| Arbitro: | Schulenburg |

|                          |           |             |
| Ettmayer 57’ Stickel 61’ | Marcatori | 11’ Neumann |

| Arbitro: | Picker |

|            |           |  |
| Linßen 73’ | Marcatori |  |

| Arbitro: | Fork |

|                                         |           |                                              |
| Ohlicher 34’ Entenmann 36’ Ettmayer 42’ | Marcatori | 15’ Pirrung 27’ Toppmöller 78’, 80’ Sandberg |

| Arbitro: | Lutz |

|                       |           |  |
| Kriegler 82’ Abel 89’ | Marcatori |  |

| Bochum 29 settembre 1973, ore 15:30 CET 9ª giornata | Bochum  | 0 – 0 referto | Stoccarda | Stadion an der Castroper Straße (16 000 spett.)\| Arbitro: \| Biwersi \| |
| Arbitro:                                            | Biwersi |               |           |                                                                          |

| Arbitro: | Wichmann |

|                                      |           |  |
| Ohlicher 8’ Stickel 53’ Ettmayer 62’ | Marcatori |  |

| Arbitro: | Eschweiler |

|                               |           |             |
| Kostedde 9’ Hickersberger 51’ | Marcatori | 25’ Stickel |

| Arbitro: | Quindeau |

|                                                                         |           |              |
| Handschuh 20’ Brenninger 46’ (rig.) Ohlicher 55’, 57’ Ettmayer 74’, 88’ | Marcatori | 48’ Heynckes |

| Arbitro: | Tschenscher |

|                                 |           |  |
| Hoffmann 6’ Roth 45’ Hoeneß 89’ | Marcatori |  |

| Arbitro: | Nickel |

|                            |           |                |
| Entenmann 37’ Ohlicher 82’ | Marcatori | 18’ Bergfelder |

| Arbitro: | Ohmsen |

|                                   |           |                                       |
| Weiss 20’ Erlhoff 66’, 81’ (rig.) | Marcatori | 36’ Stickel 65’ Ettmayer 87’ Ohlicher |

| Arbitro: | Weyland |

|                  |           |  |
| Stickel 53’, 79’ | Marcatori |  |

| Arbitro: | Horstmann |

|                                     |           |                                               |
| Neuberger 41’ Pröpper 42’ Kohle 83’ | Marcatori | 56’ Brenninger 65’, 88’ Ohlicher 71’ Ettmayer |

#### Girone di ritorno
| Arbitro: | Quindeau |

|                              |           |                                        |
| Fischer 45’ van den Berg 61’ | Marcatori | 3’, 87’ Ohlicher 33’ (rig.) Brenninger |

| Arbitro: | Bonacker |

|                                 |           |                        |
| Handschuh 4’ (rig.) Stickel 57’ | Marcatori | 2’ Kontny 76’ Thygesen |

| Arbitro: | Siepe |

|                               |           |  |
| Reimann 7’, 90’ Kasperski 45’ | Marcatori |  |

| Arbitro: | Overberg |

|                                       |           |              |
| Ettmayer 38’ Coordes 40’ Ohlicher 75’ | Marcatori | 90’ Kliemann |

| Arbitro: | Schäfer |

|                                    |           |                             |
| Löhr 11’, 39’, 62’ Müller 14’, 73’ | Marcatori | 48’ Brenninger 86’ Ohlicher |

| Arbitro: | Dittmer |

|  |           |          |
|  | Marcatori | 24’ Worm |

| Arbitro: | Burgers |

|                                            |           |  |
| Sandberg 16’ Diehl 63’ Toppmöller 78’, 87’ | Marcatori |  |

| Stoccarda 9 marzo 1974, ore 15:30 CET 25ª giornata | Stoccarda | 0 – 0 referto | Fortuna Düsseldorf | Neckarstadion (15 000 spett.)\| Arbitro: \| Zuchantke \| |
| Arbitro:                                           | Zuchantke |               |                    |                                                          |

| Arbitro: | Kollmann |

|                           |           |  |
| Stickel 75’ Handschuh 81’ | Marcatori |  |

| Arbitro: | Kindervater |

|                  |           |  |
| Hönig 12’ (rig.) | Marcatori |  |

| Arbitro: | Hilker |

|                                                     |           |  |
| Ettmayer 11’ Ohlicher 17’ Handschuh 25’ Stickel 35’ | Marcatori |  |

| Arbitro: | Huster |

|                           |           |               |
| Rupp 2’, 55’ Wittkamp 36’ | Marcatori | 90’ Handschuh |

| Arbitro: | Schulenburg |

|             |           |            |
| Stickel 43’ | Marcatori | 51’ Müller |

| Arbitro: | Kollmann |

|           |           |  |
| Glock 69’ | Marcatori |  |

| Arbitro: | Linn |

|  |           |                                   |
|  | Marcatori | 5’ Lippens 62’ Bast 86’ Hasebrink |

| Arbitro: | Fork |

|                |           |  |
| Hermandung 71’ | Marcatori |  |

| Arbitro: | Horstmann |

|                            |           |                   |
| Handschuh 6’ Entenmann 14’ | Marcatori | 37’ Jung 81’ Lömm |

### Coppa di Germania
| Arbitro: | Jensen |

|                                            |           |                    |
| Oleknavicius 43’ Glock 94’ Bergfelder 104’ | Marcatori | 55’, 115’ Ohlicher |

### Coppa UEFA
| Arbitro: | van der Kroft |

| |           |  |
| Ettmayer 17’, 70’ Brenninger 19’ (rig.) Ohlicher 33’ Mall 39’ Entenmann 43’, 59’, 84’ Weidmann 72’ | Marcatori |  |

| Arbitro: | Vervoort |

|  |           |                                                 |
|  | Marcatori | 11’ Ohlicher 36’ Martin 59’ Müller 67’ Ettmayer |

| Arbitro: | Thime |

|                                        |           |             |
| Müller 48’ Brenninger 62’ Ohlicher 83’ | Marcatori | 26’ Škorupa |

| Arbitro: | Keller |

|                                      |           |                                                             |
| Turcányi 33’ (rig.), 74’ Škorupa 66’ | Marcatori | 40’, 117’ Ohlicher 95’, 115’ Handschuh 110’ (aut.) Turcányi |

| Arbitro: | Burns |

|                            |           |  |
| Veremjejev 16’ Troškin 63’ | Marcatori |  |

| Arbitro: | Palotai |

|                                       |           |  |
| Ohlicher 40’ Handschuh 75’ Martin 87’ | Marcatori |  |

| Arbitro: | Lipatov |

|             |           |  |
| Stickel 70’ | Marcatori |  |

| Arbitro: | Jones |

|                      |           |                          |
| Torres 30’ Maria 40’ | Marcatori | 47’ Ohlicher 68’ Stickel |

| Arbitro: | Rainea |

|                      |           |                |
| Schoenmaker 62’, 68’ | Marcatori | 23’ Brenninger |

| Arbitro: | Paterson |

|                            |           |                            |
| Brenninger 55’, 59’ (rig.) | Marcatori | 14’ Ressel 46’ Schoenmaker |

## Statistiche

### Statistiche di squadra
| Competizione      | Punti | In casa | In casa | In casa | In casa | In casa | In casa | In trasferta | In trasferta | In trasferta | In trasferta | In trasferta | In trasferta | Totale | Totale | Totale | Totale | Totale | Totale | DR  |
| Competizione      | Punti | G       | V       | N       | P       | Gf      | Gs      | G            | V            | N            | P            | Gf           | Gs           | G      | V      | N      | P      | Gf     | Gs     | DR  |
| ----------------- | ----- | ------- | ------- | ------- | ------- | ------- | ------- | ------------ | ------------ | ------------ | ------------ | ------------ | ------------ | ------ | ------ | ------ | ------ | ------ | ------ | --- |
| Bundesliga        | 31    | 17      | 10      | 4       | 3       | 40      | 18      | 17           | 2            | 3            | 12           | 18           | 39           | 34     | 12     | 7      | 15     | 58     | 57     | +1  |
| Coppa di Germania | -     | 0       | 0       | 0       | 0       | 0       | 0       | 1            | 0            | 0            | 1            | 2            | 3            | 1      | 0      | 0      | 1      | 2      | 3      | -1  |
| Coppa UEFA        | -     | 5       | 4       | 1       | 0       | 18      | 3       | 5            | 2            | 1            | 2            | 12           | 9            | 10     | 6      | 2      | 2      | 30     | 12     | +18 |
| Totale            | 31    | 22      | 14      | 5       | 3       | 58      | 21      | 23           | 4            | 4            | 15           | 32           | 51           | 45     | 18     | 9      | 18     | 90     | 72     | +18 |

### Andamento in campionato
| Giornata  | 1 | 2 | 3 | 4 | 5 | 6 | 7 | 8 | 9 | 10 | 11 | 12 | 13 | 14 | 15 | 16 | 17 | 18 | 19 | 20 | 21 | 22 | 23 | 24 | 25 | 26 | 27 | 28 | 29 | 30 | 31 | 32 | 33 | 34 |
| --------- | - | - | - | - | - | - | - | - | - | -- | -- | -- | -- | -- | -- | -- | -- | -- | -- | -- | -- | -- | -- | -- | -- | -- | -- | -- | -- | -- | -- | -- | -- | -- |
| Luogo     | C | T | C | T | C | T | C | T | T | C  | T  | C  | T  | C  | T  | C  | T  | T  | C  | T  | C  | T  | C  | T  | C  | C  | T  | C  | T  | C  | T  | C  | T  | C  |
| Risultato | V | N | V | P | V | P | P | P | N | V  | P  | V  | P  | V  | N  | V  | V  | V  | N  | P  | V  | P  | P  | P  | N  | V  | P  | V  | P  | N  | P  | P  | P  | N  |
| Posizione | 1 | 3 | 2 | 4 | 4 | 5 | 7 | 8 | 9 | 9  | 10 | 10 | 10 | 10 | 9  | 7  | 5  | 5  | 5  | 5  | 5  | 6  | 6  | 8  | 10 | 8  | 9  | 8  | 8  | 10 | 10 | 10 | 11 | 9  |

Legenda:

Luogo: C = Casa; T = Trasferta. Risultato: V = Vittoria; N = Pareggio; P = Sconfitta.

### Statistiche dei giocatori
| Giocatore      | Bundesliga | Bundesliga | Bundesliga  | Bundesliga | Coppa di Germania | Coppa di Germania | Coppa di Germania | Coppa di Germania | Coppa UEFA | Coppa UEFA | Coppa UEFA  | Coppa UEFA | Totale   | Totale | Totale      | Totale     |
| Giocatore      | Presenze   | Reti       | Ammonizioni | Espulsioni | Presenze          | Reti              | Ammonizioni       | Espulsioni        | Presenze   | Reti       | Ammonizioni | Espulsioni | Presenze | Reti   | Ammonizioni | Espulsioni |
| -------------- | ---------- | ---------- | ----------- | ---------- | ----------------- | ----------------- | ----------------- | ----------------- | ---------- | ---------- | ----------- | ---------- | -------- | ------ | ----------- | ---------- |
| D. Brenninger  | 34         | 5          | 3           | 0          | 1                 | 0                 | 0                 | 0                 | 8          | 5          | 0           | 0          | 43       | 10     | 3           | 0          |
| E. Coordes     | 24         | 2          | 3           | 0          | 0                 | 0                 | 0                 | 0                 | 4          | 0          | 0           | 0          | 28       | 2      | 3           | 0          |
| H. Dietterle   | 0          | 0          | 0           | 0          | 0                 | 0                 | 0                 | 0                 | 0          | 0          | 0           | 0          | 0        | 0      | 0           | 0          |
| G. Eisele      | 2          | 0          | 0           | 0          | 0                 | 0                 | 0                 | 0                 | 4          | 0          | 0           | 0          | 6        | 0      | 0           | 0          |
| M. Elmer       | 9          | 0          | 0           | 0          | 1                 | 0                 | 0                 | 0                 | 7          | 0          | 1           | 0          | 17       | 0      | 1           | 0          |
| W. Entenmann   | 33         | 4          | 2           | 0          | 1                 | 0                 | 0                 | 0                 | 10         | 3          | 1           | 0          | 44       | 7      | 3           | 0          |
| B. Ettmayer    | 33         | 12         | 1           | 0          | 1                 | 0                 | 0                 | 0                 | 8          | 3          | 3           | 0          | 42       | 15     | 4           | 0          |
| K. Handschuh   | 32         | 6          | 3           | 0          | 0                 | 0                 | 0                 | 0                 | 9          | 3          | 0           | 0          | 41       | 9      | 3           | 0          |
| G. Heinze      | 33         | 0          | 0           | 0          | 1                 | 0                 | 0                 | 0                 | 10         | 0          | 0           | 0          | 44       | 0      | 0           | 0          |
| M. Hütt        | 0          | 0          | 0           | 0          | 0                 | 0                 | 0                 | 0                 | 0          | 0          | 0           | 0          | 0        | 0      | 0           | 0          |
| K. Jank        | 5          | 0          | 1           | 0          | 1                 | 0                 | 0                 | 0                 | 3          | 0          | 0           | 0          | 9        | 0      | 1           | 0          |
| H. Lindner     | 1          | 0          | 0           | 0          | 0                 | 0                 | 0                 | 0                 | 1          | 0          | 0           | 0          | 2        | 0      | 0           | 0          |
| R. Mall        | 31         | 0          | 2           | 0          | 1                 | 0                 | 0                 | 0                 | 6          | 1          | 0           | 0          | 38       | 1      | 2           | 0          |
| B. Martin      | 16         | 0          | 0           | 0          | 1                 | 0                 | 0                 | 0                 | 9          | 2          | 0           | 0          | 26       | 2      | 0           | 0          |
| E. Müller      | 15         | 0          | 0           | 0          | 0                 | 0                 | 0                 | 0                 | 4          | 2          | 1           | 0          | 19       | 2      | 1           | 0          |
| G. Müllner     | 0          | 0          | 0           | 0          | 0                 | 0                 | 0                 | 0                 | 0          | 0          | 0           | 0          | 0        | 0      | 0           | 0          |
| H. Ohlicher    | 33         | 17         | 2           | 0          | 1                 | 2                 | 0                 | 0                 | 9          | 7          | 2           | 0          | 43       | 26     | 4           | 0          |
| H. Roleder     | 2          | 0          | 0           | 0          | 0                 | 0                 | 0                 | 0                 | 1          | 0          | 0           | 0          | 3        | 0      | 0           | 0          |
| A. Schäfer     | 8          | 0          | 1           | 0          | 1                 | 0                 | 0                 | 0                 | 7          | 0          | 0           | 0          | 16       | 0      | 1           | 0          |
| N. Siegmann    | 6          | 0          | 0           | 0          | 1                 | 0                 | 0                 | 0                 | 2          | 0          | 0           | 0          | 9        | 0      | 0           | 0          |
| H. Stickel     | 32         | 12         | 0           | 0          | 1                 | 0                 | 0                 | 0                 | 7          | 2          | 1           | 0          | 40       | 14     | 1           | 0          |
| H. Tochtermann | 0          | 0          | 0           | 0          | 0                 | 0                 | 0                 | 0                 | 0          | 0          | 0           | 0          | 0        | 0      | 0           | 0          |
| M. Weidmann    | 32         | 0          | 4           | 0          | 0                 | 0                 | 0                 | 0                 | 8          | 1          | 1           | 0          | 40       | 1      | 5           | 0          |
| H. Weller      | 0          | 0          | 0           | 0          | 0                 | 0                 | 0                 | 0                 | 0          | 0          | 0           | 0          | 0        | 0      | 0           | 0          |
| R. Zech        | 34         | 0          | 4           | 0          | 1                 | 0                 | 0                 | 0                 | 9          | 0          | 0           | 0          | 44       | 0      | 4           | 0          |